# Rue Édouard-Robert
La rue Édouard-Robert est une voie située dans le quartier de Picpus du 12e arrondissement de Paris.

## Situation et accès
La rue Édouard-Robert est accessible à proximité par les lignes de métro 6 et 8 aux stations Daumesnil et Michel Bizot.

## Origine du nom
Elle porte le nom de l'industriel Édouard Robert (-1897), inventeur du biberon Robert à soupape, qui possédait les terrains attenants.

## Historique
Cette rue est ouverte en 1921 sous le nom de « rue du Biberon-Robert » avant de prendre sa dénomination actuelle, par décret du 2 novembre 1921.

## Bâtiments remarquables et lieux de mémoire
- No 17 : emplacement d’une maison qui a été détruite, le 12 mai 1904, par l’explosion d’un ballon. Parti de Nanterre, l’aéronef a été poussé vers Paris par des vents violents et s’est abattu à cet endroit. Alors que les aéronautes dégonflaient le ballon, un curieux alluma une cigarette ce qui entraîna l’explosion du gaz. L’accident fit un mort et douze blessés[2].